# Créon-d'Armagnac
 Créon-d'Armagnac  es una población y comuna francesa, situada en la región de Aquitania, departamento de Landas, en el distrito de Mont-de-Marsan y cantón de Gabarret.

## Demografía
| 329 | 299 | 289 | 258 | 286 | 282 |
| Para los censos de 1962 a 1999 la población legal corresponde a la población sin duplicidades (Fuente: INSEE [Consultar]) |     |     |     |     |     |